# 海南链珠藤
海南链珠藤（学名：Alyxia hainanensis）是夹竹桃科链珠藤属的植物。分布于中国大陆的广东、四川等地，生长于海拔250米至950米的地区，一般生于山谷、山地疏林下和路旁较荫湿的地方，目前尚未由人工引种栽培。
其种加词“hainanensis”意为“海南的”。

## 别名
白骨藤（海南）